# مشروع تشانولوجي

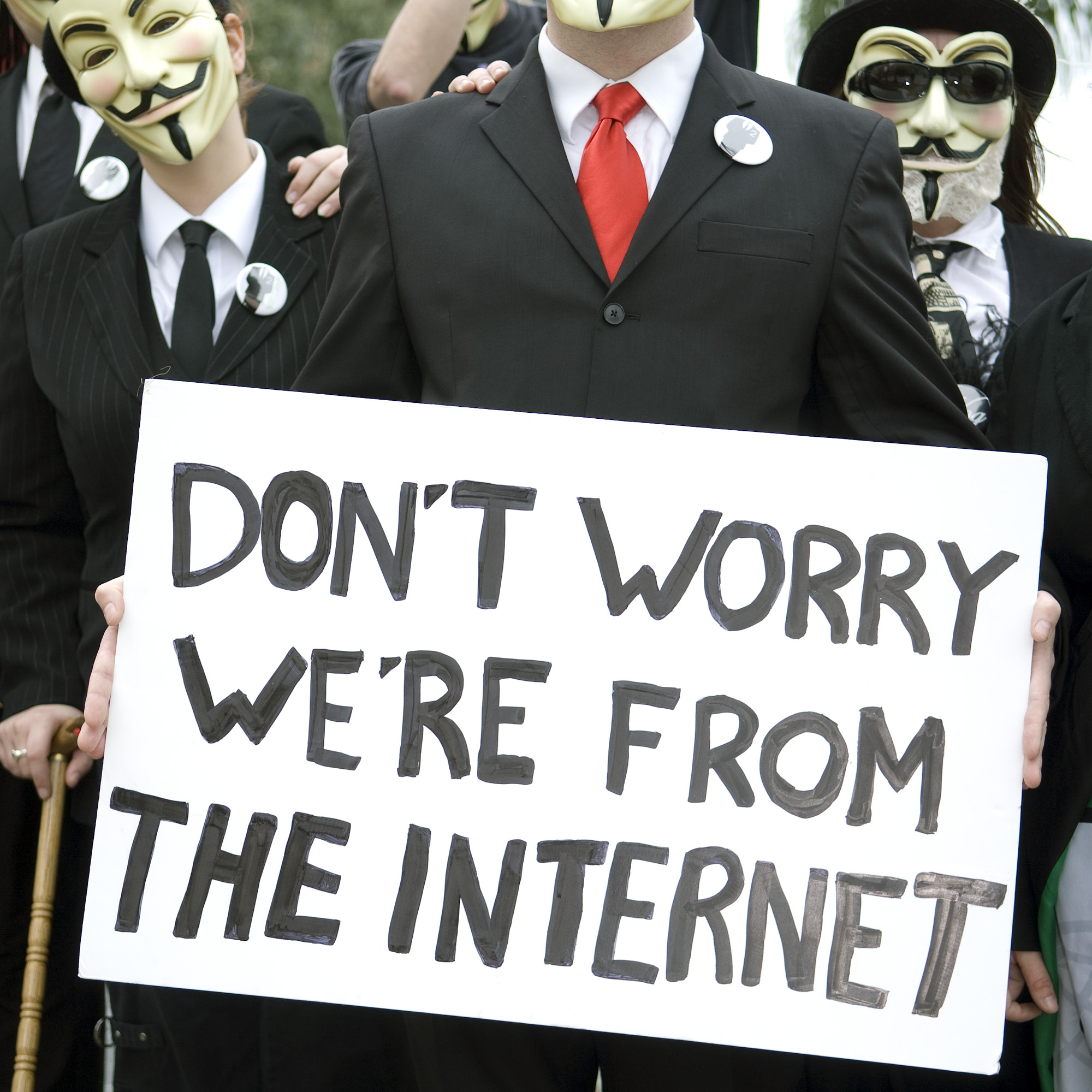
مظاهرة ضد كنيسة السينتولوجيا

مشروع تشانولوجي أو عملية تشانولوجي هو الاسم الذي أطلق على سلسلة من الهجمات الإلكترونية التي ارتكبها مجتمع الأنونيموس ضد كنيسة السينتولوجيا في أواخر يناير 2008، بدأت القضية استجابة لمحاولات كنيسة السينتولوجيا إزالة معلومات مثيرة للجدل على الإنترنت لمقابلة مسجلة مع السيانتولوجي والممثل الأمريكي توم كروز.
تم إطلاق المحتوى علنًا في شكل فيديو تم نشره على يوتيوب بعنوان «رسالة إلى السينتولوجيا» في 21 يناير 2008. يوضح الفيديو أن مجموعة الأنونيموس ينظرون إلى تصرفات كنيسة السينتولوجيا على أنها رقابة على الإنترنت، ويؤكد عزم المجموعة على «طرد الكنيسة من الأنترنيت». لحق ذلك المقطع هجمات موزعة لرفض الخدمة (DDoS) ورسائل الفاكس السوداء والمكالمات المزيفة وغيرها من التدابير التي تهدف إلى تعطيل أنشطة كنيسة السيانتولوجيا.
في فبراير 2008، ركز الاحتجاج على الأساليب القانونية، بما في ذلك احتجاجات سلمية ومحاولات لدفع دائرة الإيرادات الداخلية للتحقيق في الإعفاء الضريبي لكنيسة السينتولوجيا في الولايات المتحدة.
تباينت ردود أفعال كنيسة السينتولوجيا بشأن تصرفات المحتجين. حيث صرح متحدث أن أعضاء المجموعة «لديهم معلومات خاطئة» عن السينتولوجيا. فيما ادعى آخر بأنها مجموعة «مهووسي كمبيوتر». في وقت لاحق، بدأت كنيسة السينتولوجيا في الحديث عن الأنونيموس بوصفهم «إرهابيوا إنترنت» مرتكبي «جرائم الكراهية الدينية» ضد الكنيسة.
انتقد معارضوا السينتولوجيا أيضا تصرفات «مشروع تشانولوجي»، مؤكدين أن مجموعة الأنونيموس قدمت خدمة كبيرة لكنيسة السينتولوجيا بمنحها فرصة «لعب بطاقة الاضطهاد الديني». فيما شكك نقاد آخرون، في البداية في شرعية أساليب «مشروع تشانولوجي»، لكنهم غيروا رأيهم دعماً للمشروع عندما تحولت الاحتجاجات إلى احتجاجات سلمية وغيرها من الأساليب القانونية.
اسم تشانولوجي يأتي من دمج الاسمين تشان المشتق من اسم فورتشان وولوجي المشتق من سينتولوجيا.

## معلومات
1. ↑  توماس نيكي (25 يناير 2008). "السيانتولوجيا والإنترنت: قراصنة الإنترنت يهاجمون الكنيسة"